# Museo de la Paz de Guernica
El Museo de la Paz de Gernika es uno de los museos de Guernica y Luno (Vizcaya, España). Se encuentra en el centro de la ciudad, en la plaza de los Fueros, en frente del ayuntamiento.
En 2024 sumó 66.609 visitas, la mayor cifra en su trayectoria.

## Historia
El Museo de la Paz de Gernika se abre como Museo Gernika el 7 de abril de 1998. Por aquel entonces se trataba de un museo municipal ubicado en la Plaza de los Fueros (frente al Ayuntamiento), en un edificio diseñado —tras la reconstrucción de la ciudad— por el arquitecto bilbaíno Manuel María Smith que había albergado hasta 1997 los juzgados, Correos y telégrafos.
En sus primeros años, el museo abordaba, principalmente, el tema de la historia de Guernica y Luno así como el terrible bombardeo de la ciudad acaecido el 26 de abril de 1937, durante la guerra civil española.
Entre los años 1999 y 2002, el museo realiza, gracias a las ayudas recibidas del Ministerio de Cultura (sección de Bellas Artes y Bienes Culturales) entre otros organismos (en distintos periodos), unas obras de adecuación del edificio y, tras la realización de un proyecto museográfico y ejecución del mismo, se decide que se convierta en un museo de la paz (el primero del País Vasco y de toda España).
En julio de 2002 pasa de ser un museo exclusivamente municipal, a convertirse en una Fundación en la que están, como patronos fundadores, el Ayuntamiento de Guernica y Luno, la Diputación Foral de Vizcaya y el Gobierno Vasco.
Es, por tanto, a partir del año 2003 cuando el museo reabre sus puertas (8 de enero de 2003) renovando su perfil y ampliando sus posibilidades, convirtiéndose en una institución acorde con las necesidades del mundo de hoy. Un espacio que ha crecido para transformarse en un museo atractivo y dinámico, un museo para sentir y vivir, un escenario en el que la historia, de la mano de la emotividad y de la empatía nos ensancha el camino de la reconciliación, un lugar para pensar que a la paz podemos darle forma entre todos.

## Fundación Museo de la Paz de Gernika
La misión de la Fundación Museo de la Paz de Gernika es conservar, exponer, difundir, investigar y educar al visitante en las ideas básicas de la cultura de paz y lo que ella ha tenido y tiene que ver con la historia de Guernica y Luno (especialmente tras el bombardeo de Guernica en 1937, en el contexto de la guerra civil española). Con ello se pretende que, junto al trabajo de otras organizaciones del ámbito de la historia y de la paz, Guernica y Luno, Vizcaya, el País Vasco y España sean referentes de trabajo a favor de la paz y de la cultura.
La exposición permanente del museo se ordena en torno a tres grandes preguntas:
- ¿Qué es la paz? una amplia gama de ideas, conceptos, pensamientos y puntos de vista sobre la paz, y especialmente una idea contemporánea en la que la paz, con el objetivo de resolver conflictos, brota por sí misma de manera positiva en las relaciones entre las personas. La historia de la paz no debe ser la historia de la finalización de los conflictos.

- ¿Qué legado nos ha dejado el bombardeo de Guernica? Una lectura de la historia de Guernica y Luno y la guerra civil española, el episodio del bombardeo y la ejemplar lección de paz que nos ofrecen los supervivientes de aquel trágico hecho reconciliándose con sus agresores así como reconciliaciones y mediaciones de paz en el mundo.

- ¿Qué pasa actualmente con la paz en el mundo? Una mirada al mundo a través del "Guernica" de Picasso, mediante una reflexión sobre los derechos humanos y el conflicto vasco como prismas para observar el actual estado de la paz en el mundo.

El museo es desde hace años miembro muy activo de importantes redes nacionales e internacionales de museos por la paz y memoria, entre los que destacan el International Network of Museums for Peace (Red Internacional de Museos por la Paz), ICOM, IC-MEMO (Sección de Museos de la Memoria y del recuerdo a víctimas de crímenes públicos del ICOM), AIPAZ (Asociación española de investigación para la paz), entre otros.

## Centro de Documentación sobre el Bombardeo de Gernika
El Centro de Documentación sobre el Bombardeo de Gernika, pertenece a la Fundación Museo de la Paz de Gernika. Este centro nació por una iniciativa del Ayuntamiento de Guernica y Luno en 1997 y fue inaugurado en 2003. Es accesible a todo el público investigador e interesado en conocer más profundamente lo acontecido tanto el día del bombardeo de Guernica como durante la guerra civil española y el exilio. 
Este servicio es un servicio público especializado que pone a disposición de todas las personas interesadas su fondo documental compuesto de material de archivo, libros, documentos, revistas y material audiovisual. Sus fondos, de gran valor histórico, abarcan el bombardeo de Guernica, la guerra civil española, el exilio y la historia de Guernica y Luno en general.

### Misión
El principal objetivo del Centro de Documentación es difundir toda información referente al bombardeo de Guernica (26 de abril de 1937), la historia de la Guernica y Luno, la guerra civil española y el exilio. Esto se consigue tanto mediante la consulta de los fondos del centro como impulsando proyectos, trabajos de investigación y actividades (simposios, congresos, etc.) que posibilitan ofrecer una verdadera historiografía de unos acontecimientos tan relevantes. 